# جایزه بزرگ بریتانیا ۱۹۶۷
جایزه بزرگ بریتانیا ۱۹۶۷ (انگلیسی: ‎1967 British Grand Prix‎) یک مسابقهٔ موتوری در رشتهٔ اتومبیل‌رانی فرمول یک بود که در تاریخ ۱۵ ژوئیهٔ ۱۹۶۷ در پیست سیلورستون واقع در سیلورستون، بریتانیا برگزار شد. این گراند پری در میان ۱۱ گراند پری در فصل ۱۹۶۷، مسابقهٔ شمارهٔ ۶ بود.
در این مسابقه که در ۸۰ دور و به مسافت ۳۷۶٫۸۸۰ کیلومتر (۲۳۴٫۱۸۲ مایل) برگزار شد، پول پوزیشن توسط جیم کلارک کسب شد و سریع‌ترین زمان برای طی یک دور پیست که برابر با ۱:۲۷٫۰ بود نیز توسط دنی هیولم به ثبت رسید.
جیم کلارک از تیم لوتوس-فورد، دنی هیولم از تیم برابام-رپکو و کریس ایمون از تیم فراری به‌ترتیب مقام‌های اول تا سوم مسابقه را کسب کردند.

## رده‌بندی قهرمانی پس از مسابقه
|       | جایگاه | راننده       | امتیاز |
| ----- | ------ | ------------ | ------ |
|       | ۱      | دنی هیولم    | ۲۸     |
| ۳     | ۲      | جیم کلارک    | ۱۹     |
| ۱     | ۳      | جک برابام    | ۱۹     |
|       | ۴      | کریس ایمون   | ۱۵     |
| ۲     | ۵      | پدرو رودریگز | ۱۴     |
| منبع: |        |              |        |

|       | جایگاه | سازنده       | امتیاز |
| ----- | ------ | ------------ | ------ |
|       | ۱      | برابام-رپکو  | ۳۳     |
| ۳     | ۲      | لوتوس-فورد   | ۱۹     |
| ۱     | ۳      | کوپر-مازراتی | ۱۹     |
|       | ۴      | فراری        | ۱۵     |
| ۲     | ۵      | بی‌آرام       | ۱۱     |
| منبع: |        |              |        |

یادداشت
- تنها پنج جایگاه نخست از هر رده‌بندی نمایش داده شده‌است.